# Ankerbolt
En ankerbolt anvendes til at forbinde strukturelle og ikke-strukturelle elementer til mure af fx beton. Forbindelsen bliver lavet af forskellige komponenter såsom: ankerbolte, bjælker og stålplader. Ankerbolte overfører forskellige former for belastning: trykkræfter og vridningskræfter.
En forbindelse mellem strukturelle elementer kan repræsenteres ved stålsøjler forbundet til et fundament. 
Et typisk eksempel på ikke-strukturelle elementer forbundet til et strukturelt element er fx forbindelsen mellem facade og en armeret betonvæg.

## Typer
- Ekspansionsbolt, ekspansionsskrue
- Indstøbt anker
- Fundamentsbolte
- Muranker
- Limanker, klæbeanker
  - Epoxyanker

## Galleri
- Betonanker
- Betonskrue